# 坂本くるみ (アナウンサー)
坂本 くるみ（さかもと くるみ、1995年2月23日 - ）は、熊本放送（RKK）のアナウンサー。気象予報士の資格を持つ。

## 略歴
福岡市出身。熊本大学教育学部4年次在学中の2016年4月、熊本地震で被災した。
熊本大学卒業後の2017年にテレビ大分に入社、営業職を経て2018年にアナウンサーとなる。
2021年11月退社後2021年12月より、RKB MUSE所属となり、出身地福岡県のRKB毎日放送に契約キャスターとして移籍。2023年3月に気象予報士試験に合格。
2023年5月をもってRKBを退社したのち、同年6月から大学時代を過ごした熊本県の熊本放送（予報業務許可事業者）へ気象予報士兼務で入社。
テレビ大分では前半は情報分野やバラエティ番組を中心に担当していたが、同局在籍末期からRKB移籍後、更に熊本放送へ移籍後も報道・情報分野を中心に担当。
RKBアナスク出身者である。

## 人物・エピソード
- 身長155cm[注釈 1]と、2025年現在の熊本放送アナウンス部では最も小柄な体格ながら、高校・大学では柔道部に所属しており[注釈 2][9]、柔道初段である[10]。
- 面長な顔立ちであるため、稀に「馬」という異名で呼ばれることがあるという[11]。
- 元フジテレビアナウンサーでフリーアナウンサーの加藤綾子に雰囲気が似ていることから、大分時代は「サカパン」とも呼ばれていた[1]。

## 出演番組

### ラジオ・テレビ
- 熊日ニュース（随時。但し、2025年4月からラジオの金曜日昼の3枠は坂本固定）

### ラジオ
- 午後2時5分一寸一服 - 金曜担当（2025年4月4日 - ）
- 天気予報（不定期、おもに森明子の代理[12][13][14]）

### テレビ
- NEWSゲツキン - お天気キャスター（2025年3月31日 - ）

## 過去の出演番組

### 熊本放送時代

#### ラジオ
- アナぐらむ（2023年度[15]・2024年度のナイターオフ限定番組）
- ゴリけんの九州・沖縄ぐるぐるマップ（RKBラジオ製作のブロックネット番組） - 熊本放送担当リポーター（不定期、2023年度のみ）

#### テレビ
- 夕方LIVE ゲツキン!（2023年7月 - 最終回）
  - 気象予報士の資格を持つことからお天気キャスターをつとめたが、火曜日のみ中継リポーターを兼務し、中継先から天気予報を伝えていた。

### RKB時代

#### テレビ・ラジオ
- ニュース（随時）

#### ラジオ
- 日曜 mo R。〜明るいラ族計画〜（一部回で担当）

#### テレビ
- THE TIME,（ローカルニュース担当）
- タダイマ!

### テレビ大分時代
- ハロー大分
- ゆ〜わくワイド&News

等